# فيديريكو بيرنارديسكي
فيديريكو بيرنارديسكي (بالإيطالية: Federico Bernardeschi)‏ لاعب كرة قدم إيطالي ولد في 16 فبراير 1994 في مدينة كرارا. يلعب حاليًا برفقة نادي تورونتو في الدوري الأمريكي، ويلعب في مركز الجناح.

## مسيرته الكروية

### مسيرة مبكرة
بدأ بيرنارديسكي لعب كرة القدم في سن السادسة من عمره مع نادي أتليتيكو كارارا.  بعد مرور عام ، انتقل إلى بونزانو ، وهي مدرسة لكرة القدم تابعة لـ نادي إمبولي ، قبل وصوله إلى نادي فيورنتينا ، الذي عينه في فئة «بولشيني» وهو في سن التاسعة عام 2003.
بعد اجتيازه صفوف نظام شباب فيورنتينا ، أمضى موسم 2013–14 على سبيل الإعارة في صفوف نادي كروتوني في الدوري الإيطالي الدرجة الثانية.  ظهر لأول مرة احترافيًا في سن 19 ، في 8 سبتمبر 2013 ضد نادي بيسكارا ، عندما دخل الملعب بعد 75 دقيقة ، بدلًا من اللاعب المغربي سفيان بيضاوي.
في نهاية الموسم ، سجل بيرنارديسكي 12 هدفًا في 39 مباراة وأراد كروتوني الحصول على نصف عقد اللاعب بدلًا من الإعارة بحيث يتشارك النادي بملكية اللاعب مع نادي فيورنتينا.
في عام 2019 ، كشف بيرنارديسكي أنه كان يعاني من مشاكل في القلب في سن 16 تقريبًا.

### فيورنتينا

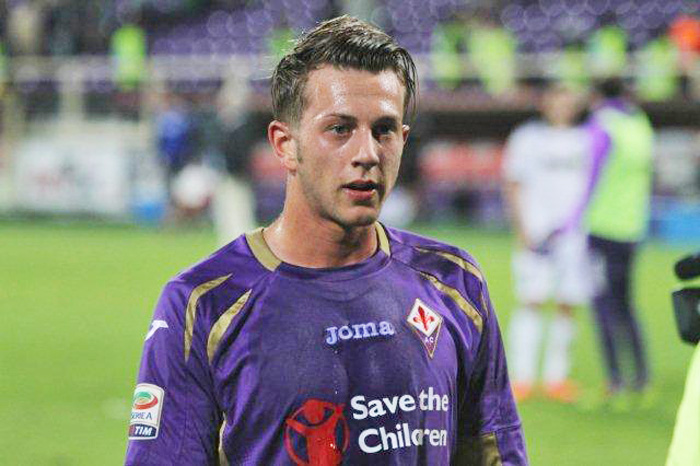
بيرنارديسكي برفقة فيورنتينا عام 2014

في 20 يونيو 2014 ، منح نادي فيورنتينا  ل‍نادي كروتوني نصف عقد بيرنارديسكي، وتم إدراجه في الفريق الأول تحت إشراف المدير الفني للنادي فينتشينزو مونتيلا.  خلال موسم 2014–15 حصل على 10 مشاركات فقط وسجل فيهم ثلاثة أهداف في جميع المسابقات ، بسبب كسر في الكاحل.
الذي أبعده عن نوفمبر 2014. ظهر في مباراة ببطولة الدوري الإيطالي لأول مرة في 14 سبتمبر 2014 ، في سن 20 ، حيث خرج من مقاعد البدلاء في الدقيقة 57 من التعادل 0-0 على أرضه ضد نادي جنوى.
بعد أربعة أيام ، ظهر لأول مرة ببطولة أوروبية في فوز 3-0 على أرضه ضد نادي غانغون في بطولة الدوري الأوروبي ، والذي سجل فيه أيضًا هدفه الأول للنادي.
بعد عودته للفريق بعد إصابته، سجل هدفه الأول في دوري الدرجة الأولى الإيطالي في الجولة الأخيرة من الموسم ، في الفوز 3-0 على أرضه ضد نادي كييفو فيرونا في 31 مايو 2015.
حصل بيرنارديسكي على الرقم في بداية موسم 2015–16 ، الذي كان يرتديه سابقًا أمثال جانكارلو أنتونيوني  و روبرتو باجو.
في 26 نوفمبر 2015 ، سجل بيرنارديسكي هدفين في التعادل 2–2 خارج أرضه ضد نادي بازل في من بطولة الدوري الأوروبي في مرحلة المجموعات.
في 6 فبراير 2016 ، سجل بيرنارديسكي هدفه الثاني في دوري الدرجة الأولى الإيطالي ، خلال التعادل 1-1 خارج أرضه ضد نادي بولونيا.

### يوفنتوس

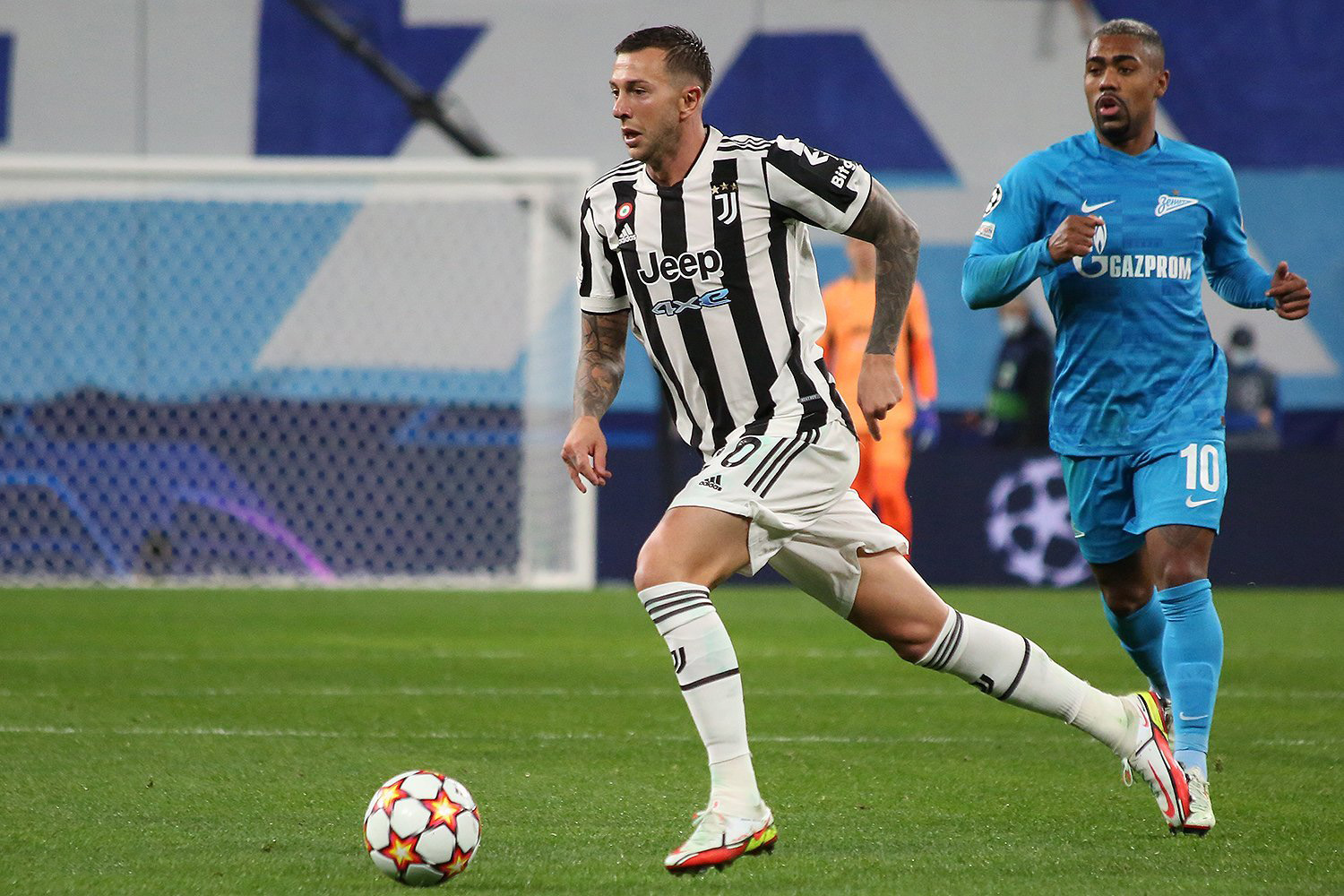
بيرنارديسكي يلعب برفقة نادي يوفنتوس عام 2021

#### موسم 2017–18
في 24 يوليو 2017 ، وقع بيرنارديسكي مع نادي يوفنتوس ، أحد منافسي نادي فيورنتينا ، مقابل 40 مليون يورو في صفقة مدتها خمس سنوات. على الرغم من أنه كان من المتوقع انه سيحصل على قميص رقم 10 من قبل وسائل الإعلام ، لكنه اختار في النهاية الرقم 33 ، قائلاً: «الرقم 10 هو الرقم الذي يعجبني ولكني سأحتاج إلى كسبه. أخذ الرقم 33  هو الاختيار الصحيح في هذه المرحلة».
في 13 أغسطس ، ظهر لأول مرة مع النادي ، حيث جاء كبديل في الهزيمة 3-2 أمام نادي لاتسيو في بطولة كأس السوبر الإيطالي 2017.
ظهر لأول مرة في بطولة دوري أبطال أوروبا في 12 سبتمبر ، حيث جاء كبديل في الشوط الثاني عن رودريغو بنتانكور في الخسارة 3-0 أمام نادي برشلونة على ملعب كامب نو.
في 1 أكتوبر ، بدأ أول مباراة له مع يوفنتوس كأساسي ، وسجل هدفه الأول للنادي ، كما قدم تمريرة حاسمة لـ غونزالو هيغواين ، في تعادل خارج أرضه 2-2 ضد نادي أتالانتا.
سجل هدفه الأول في بطولة دوري أبطال أوروبا في 5 ديسمبر ، بعد نزوله من مقاعد البدلاء ، مسجلاً الهدف الثاني لفريقه في الفوز 2-0 خارج أرضه على نادي أولمبياكوس ؛ سمحت النتيجة ليوفنتوس بالتأهل للدور 32 من البطولة.
في 9 فبراير 2018 ، عاد بيرنارديسكي إلى فلورنسا لمواجه ناديه السابق ، حيث تلقى إهانات بذيئة من مشجعي نادي فيورنتينا طوال المباراة ؛ وسجل ركلة حرة في الشوط الثاني لإسكات الجماهير.

#### 2018–حاليًا
سجل بيرنارديسكي هدفه الأول في موسم 2018–19 في مباراة يوفنتوس الافتتاحية من بطولة الدوري الإيطالي في 18 أغسطس 2018 ، حيث سجل في الفوز 3-2 خارج ملعبه على نادي كييفو فيرونا في الوقت المحتسب بدل من الضائع.
في 12 مارس 2019 ، قدم بيرنارديسكي أداءًا رائعًا أسفرت عن ركلة جزاء في الفوز 3-0 على نادي أتلتيكو مدريد في بطولة دوري أبطال أوروبا. في هذه المباراة أيضًا قدم بيرنارديسكي تمريرة حاسمة.
في 4 يوليو 2020 ، ظهر برنارديشي للمرة المائة برفقة نادي يوفنتوس في الفوز 4-1 على أرضه على نادي تورينو في الدوري الإيطالي.
في 26 يوليو ، سجل هدفه الأول والوحيد في الدوري هذا الموسم بفوزه 2-0 ضد نادي سامبدوريا على ملعب يوفنتوس، والتي سمحت لنادي يوفنتوس بالفوز بلقب الدوري الإيطالي.
خلال النصف الثاني من موسم 2020–21 تحت قيادة المدير الفني الجديد أندريا بيرلو ، تم جعل برنارديسكي يلعب في مركز الظهير الأيسر ليوفنتوس بعد تألقه في المركز كأس إيطاليا في الفوز على نادي جنوى في 13 يناير 2021.

## روابط خارجية
- فيديريكو بيرنارديسكي على موقع الاتحاد الدولي (مؤرشف)  (الإنجليزية)
- فيديريكو بيرنارديسكي على موقع الاتحاد الأوربي (الإنجليزية)
- فيديريكو بيرنارديسكي على موقع الدوري الأمريكي (الإنجليزية)
- فيديريكو بيرنارديسكي على موقع إي إس بي إن إف سي (الإنجليزية)
- فيديريكو بيرنارديسكي على موقع قاعدة بيانات كرة القدم.إي يو (الإنجليزية)
- فيديريكو بيرنارديسكي على موقع بيانات كرة القدم. دي إي (الألمانية)
- فيديريكو بيرنارديسكي على موقع ليكيب (الفرنسية)
- فيديريكو بيرنارديسكي على موقع ناشيونال فوتبول تيمز (الإنجليزية)
- فيديريكو بيرنارديسكي على موقع Soccerbase.com (لاعب) (الإنجليزية)
- فيديريكو بيرنارديسكي على موقع Soccerway.com (الإنجليزية)